# Apamea rurea
Apamea rurea là một loài bướm đêm trong họ Noctuidae.